# 천조 (연호)
천조(天祚, 935년 9월 ~ 937년 10월)는 양오(楊吳) 예제(睿帝) 양부(楊溥)의 네번째 연호이다. 2년 1개월 가량 사용하였다. 천조 3년(937년) 10월, 오나라의 황제 양부가 제왕(齊王) 이변(李昪)에게 선양함으로써, 오나라가 멸망하였다.

## 개원
- 대화(大和) 7년 9월 4일[1](935년 10월 4일)에 연호를 천조(天祚)로 개원함.[2][3][4]

- 천조(天祚) 3년 10월 5일[5](937년 11월 10일)에 남당이 개국하니, 연호를 승원(昇元)으로 건원하였다.[6][3][4]

## 연대 대조표
| 천조       | 원년            | 2년                 | 3년        |
| 서기(西紀) | 935년           | 936년               | 937년      |
| 간지(干支) | 을미(乙未)      | 병신(丙申)          | 정유(丁酉) |
| 후당(後唐) | 청태(淸泰) 2년  | 3년                 | -          |
| 후진(後晉) | -               | 천복(天福) 원년     | 2년        |
| 남한(南漢) | 대유(大有) 8년  | 9년                 | 10년       |
| 민(閩)     | 영화(永和) 원년 | 2년 통문(通文) 원년 | 2년        |
| 후촉(後蜀) | 명덕(明德) 2년  | 3년                 | 4년        |

## 같이 보기
- 중국의 연호 목록